# Aimé Barthélémy Simporé
Aimé Barthélémy Simporé est un militaire et homme politique burkinabè. Général de brigade au sein des forces armées du Burkina Faso, il fut ministre de la Défense de 2021 à 2022 sous les présidences de Roch Marc Christian Kaboré et Paul-Henri Sandaogo Damiba. 

## Biographie

### Formation
Aimé Barthélémy Simporé suit en 1988 une formation d'officier à l'Académie militaire Georges Namoano, avant d'être diplômé en 2009 de l'École supérieure internationale de guerre du Cameroun.

### Carrière militaire
Aimé Barthélémy Simporé fait toute sa carrière au sein des forces armées du Burkina Faso, où il atteint le rang de colonel-major. Il s'implique surtout dans le domaine de la formation militaire, devenant à partir de 1994 chef du bureau de formation de l’Académie militaire Georges Namoano, avant de diriger de 2001 à 2009 l'École des cadres des forces armées (devenue École nationale de sous-officiers d’active en 2005). À partir de 2011, il est placé à la tête du réseau d'écoles et de centres de formation de l’armée de terre burkinabè.
Il s'implique également à l'international, notamment dans d'autres pays africains (Togo, Bénin, Cameroun). De 1988 à 1999, il participe à la Mission des Nations unies en Centrafrique. Il prend également part à la planification de la Force africaine en attente de la Cedeao au Mali de 2012 à 2013.
À partir de 2014, il devient attaché de défense à l'ambassade du Burkina Faso aux États-Unis. En janvier 2019, il est pressenti pour devenir chef d’état-major général des armées, mais n'obtient finalement pas le poste. La même année, de retour au Burkina, il rejoint le comité scientifique de la Commission d’élaboration de la politique de sécurité nationale.
En février 2020, il est placé à la tête du Centre national d'études stratégiques, une institution créée sous l'égide du ministre de la Défense Chérif Sy et chargée d'élaborer une stratégie pour lutter contre le terrorisme djihadiste.
En juin 2021, à l'occasion de son entrée au gouvernement, il est propulsé général de brigade.

### Carrière politique
Le 30 juin 2021, il fait son entrée au sein du gouvernement Dabiré II en devenant ministre délégué à la Défense auprès du président Roch Marc Christian Kaboré. Le chef de l'État occupe alors lui-même le poste de ministre de la Défense à la place de Chérif Sy, limogé à la suite du massacre de Solhan qui avait révélé de nombreux dysfonctionnements au sein de l'armée. Aimé Barthélémy Simporé arrive ainsi dans un contexte sécuritaire dégradé face aux attaques djihadistes, alors que l'opération Barkhane prend fin et que la confiance de la population envers l'armée burkinabè est faible.
En octobre 2021, dans un contexte d'attaques djihadistes accrues et de réorganisation de la hiérarchie militaire, il est promu ministre de la Défense par décret présidentiel. Il devient ainsi le premier militaire à occuper ce poste sous la présidence de Roch Marc Christian Kaboré. Il est reconduit au sein du gouvernement Zerbo en décembre 2021.
En janvier 2022, un coup d'État militaire éclate et provoque la chute du président Kaboré et de son gouvernement. Aimé Barthélémy Simporé, qui avait déclaré pendant le putsch que la situation était « sous contrôle », est placé un temps aux arrêts. Le lieutenant-colonel Paul-Henri Sandaogo Damiba prend la tête du pays et un gouvernement de transition est mis en place. Aimé Barthélémy Simporé est alors reconduit à son poste de ministre de la Défense, étant le seul membre de l'ancien gouvernement à être renouvelé, avec rang de ministre d'État.
Le 12 septembre 2022, à la suite d'une dégradation de la situation sécuritaire et notamment à la suite d'une attaque de civils ayant fait 35 morts, Aimé Barthélémy Simporé est limogé par décret présidentiel, le président Paul-Henri Sandaogo Damiba le remplaçant au Ministère de la Défense,.